# 湯婆

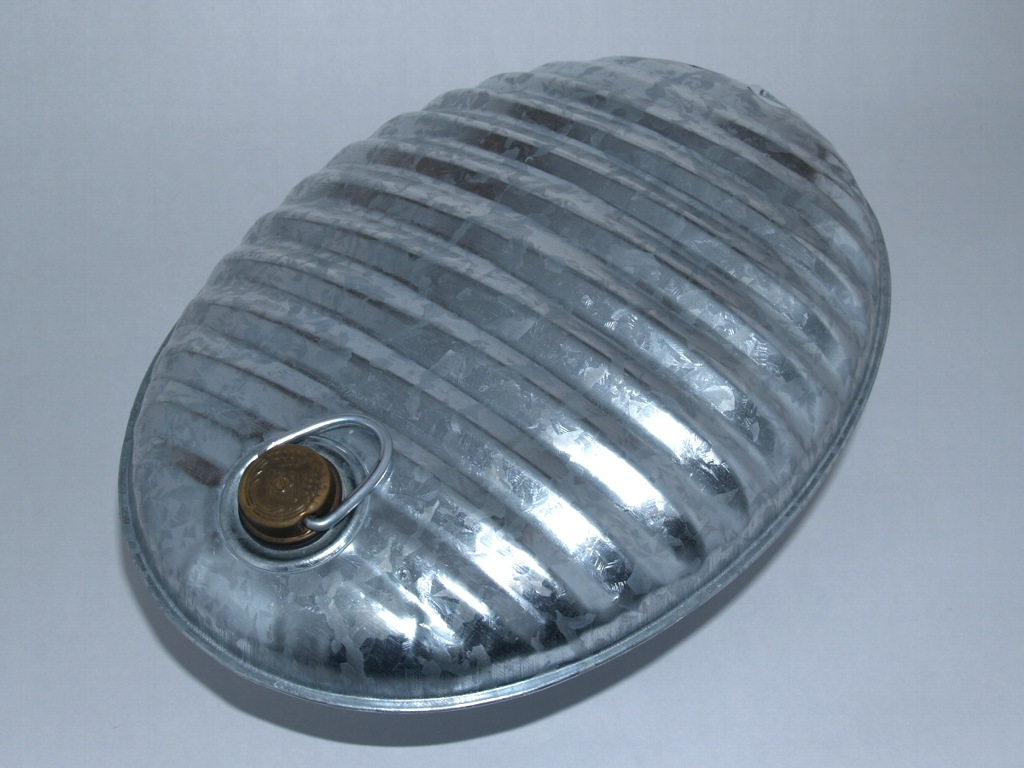
日本金屬製湯婆

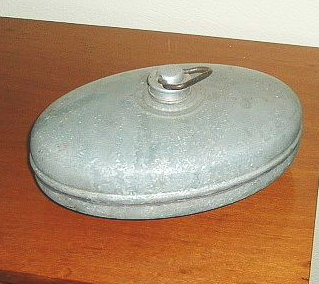
西式金屬製湯婆

湯婆（吳：湯婆子，閩南：水龜）是一種保溫器具，為扁圓形壺或水袋，內盛熱水以放在被中、或置於椅背、腳下取暖。材質有金屬、陶瓷、聚乙烯、塑料、橡膠等。其他稱呼為湯婆子、錫夫人、熱水袋。

## 歷史

### 中國
《清稗類鈔》：「銅錫之扁瓶盛沸水，置衾中以暖腳，宋已有之。」
宋代顧逢《湯婆子》詩：「皤然一器微，有用在冬時。永夜寒如許，孤衾暖不知。:少年皆見棄，老者最相宜。卻恨無情處，春來便別離。」
宋代曾幾《茶山集·竹奴詩》序：「因讀山谷（黃庭堅）《竹奴腳婆詩戲作》，山谷既以竹夫人為竹婆，余亦名腳婆為錫奴焉。」
元代佚名《東南紀聞》三：「錫夫人者，俚謂之湯婆。鞲錫為器，貯湯其間，霜天雪夜，置之衾席，用以暖足，因目為湯婆。竹谷、羅學溫文之曰：錫夫人。」
明代瞿佑有《湯婆》詩： 「困倚蒲團罷煮湯，一團和氣有商量。生來不作閒云雨，老去偏多熱肺腸。金母有心同壽域，竹奴無意妒專房。布衾紙帳風雪夜，始信溫柔別有鄉。」
清代曹庭棟《老老恆言》卷四：「有制大錫罐，熱水注滿，緊覆其口，徹夜納入被中，可以代爐，俗呼『湯婆子』。然終有濕氣透露，及於被縟，則必及於體，暫用較勝於爐。」

### 歐洲
在床上使用的熱水袋，最早可以追溯至16世紀。最早的熱水袋使用的是爐火餘燼中的煤炭，在上床入眠前用來暖床用的。
2007年後，由於原油價格高漲，以及只要注入熱水即可使用的便利性與省能源性，再度受到重視。

## 使用方法
以下是市面上常見橡膠熱水袋的使用方法
1. 首先倒入少許冷水，切勿一開始直接使用滾燙熱水。
2. 加入熱水至八分滿，切勿全滿，給熱水袋材質遇熱膨脹後還有緩衝空間。
3. 擠去熱水袋內的空氣再蓋上蓋子，避免殘存空氣膨脹，導致蓋子無法鎖緊而讓熱水流出
4. 避免在冰冷手腳直接接觸熱水袋，由於冰冷皮膚感覺遲鈍，容易造成低溫燙傷。
5. 皮膚與熱水袋之間，使用絨毛軟布套或棉被隔開，緩慢提升皮膚溫度。需注意，長時間高溫會導致腳汗產生，時常更換包覆的熱水袋套，避免細菌叢生。
6. 夜間使用完，清晨起床後，熱水袋內的水也變成溫水。可以直接拿來洗臉，避開清晨水龍頭冰冷的水。

### 高溫燙傷
高溫燙傷多半發生在注水，劣質熱水袋破裂爆炸，或是蓋子沒有鎖緊的狀況。
應避免幼童獨自使用。

### 低溫燙傷
長時間使皮膚接觸高於體溫的物體，會使得皮膚紅腫疼痛。雖然外觀不若高溫燙傷般明顯，但是絕對會對人體造成傷害。包含紅腫，破皮，穿鞋摩擦疼痛。嚴重者會變成水泡。不可不慎。
由於冬天皮膚冰冷，感覺遲鈍，夜間長時間使用熱水袋容易發生低溫燙傷。
下列族群需特別注意
- 老年人，四肢皮膚已經變薄
- 無法翻身的嬰兒
- 糖尿病患者
- 酒醉者

夜間需注意這些族群，熱敷一到二小時，需要換位置熱敷，避免整夜持續加溫特定一個身體位置。

### 其它使用場景
- 運動關節受傷後的熱敷
- 女性生理痛用來熱敷肚子
- 特別注意男性睪丸勿使用熱水袋，雖然很舒服，但是會破壞睪丸環境溫度會導致不孕。

## 问题
有制造缺陷的橡胶热水袋过早损坏将会出现问题。如果不加以控制，橡胶将会变得脆弱。填充有碳酸钙的天然橡胶是最常见的使用的材料，但塑造产品若在高温下使用，容易氧化和聚合物降解。即使脆裂缝在表面不可见，热水袋用热水灌装后也容易突然断裂，并烫伤用户。

## 趣聞
湯婆，東亞是由中國發明，在中國，「婆」有「妻子」的意思。被窩裏面，以前是抱著妻子相互取暖。現在可以抱著湯婆取暖。
有點類似現代，使用偶像全身比例抱枕溫暖心靈的作用。只是前者是溫暖生理溫度，而後者是溫暖心靈溫度。
室町時代此發明傳入日本时，由於識字率不高，加上漢字識別困難，日本人只會其漢文讀音tanpo，卻不知正確漢字寫法。因此日本人在原本的漢文發音tanpo前面，又加上「湯」(日文的熱水之意，發音yu)。
最後全名變成「日语：」。發音為yutanpo。
若是要較真寫成全漢字，則會變成「湯湯婆」的趣味漢字。

## 延伸阅读
[在维基数据编辑]
 《欽定古今圖書集成·經濟彙編·考工典·湯婆部》，出自陈梦雷《古今圖書集成》
- 古代取暖器 （页面存档备份，存于）
- 古代帝王荒唐放縱取暖事 NOWnews.com 今日新聞網 （页面存档备份，存于）